# Église Saint-André de Lahitte
L'église Saint-André de Lahitte est une église catholique située à Lahitte dans le Gers.

## Localisation
L'église Saint-André est située au sein du village, en bas de la rue principale. Orientée vers l'ouest, son clocher et son portail sont situés à l'est.

## Histoire
Du château médiéval de la famille du Cos de la Hitte, seules subsistent une salle et la tour, construite vers le XIIIe siècle, le reste ayant été détruit durant les guerres de Religion. Aux alentours de 1860, une nouvelle église est construite sur l'emplacement de l'ancien château, la tour est transformée en clocher et la salle restante devient la nef, de ce fait non orientée,.

## Architecture
Les fondations du château puis celles de l'église sont bâties sur un affleurement rocheux.
Le clocher est de forme carrée. Lors de sa transformation en 1860, on y perça deux portes et sa hauteur fut réduite de quatre mètres afin de lui donner plus de stabilité. Le dernier étage comprend deux ouvertures géminées et encadrées de pierres blanches sculptées.

## Protection du patrimoine
Le clocher fait l'objet d'une inscription des monuments historiques depuis le 30 mai 1947.

## Galerie

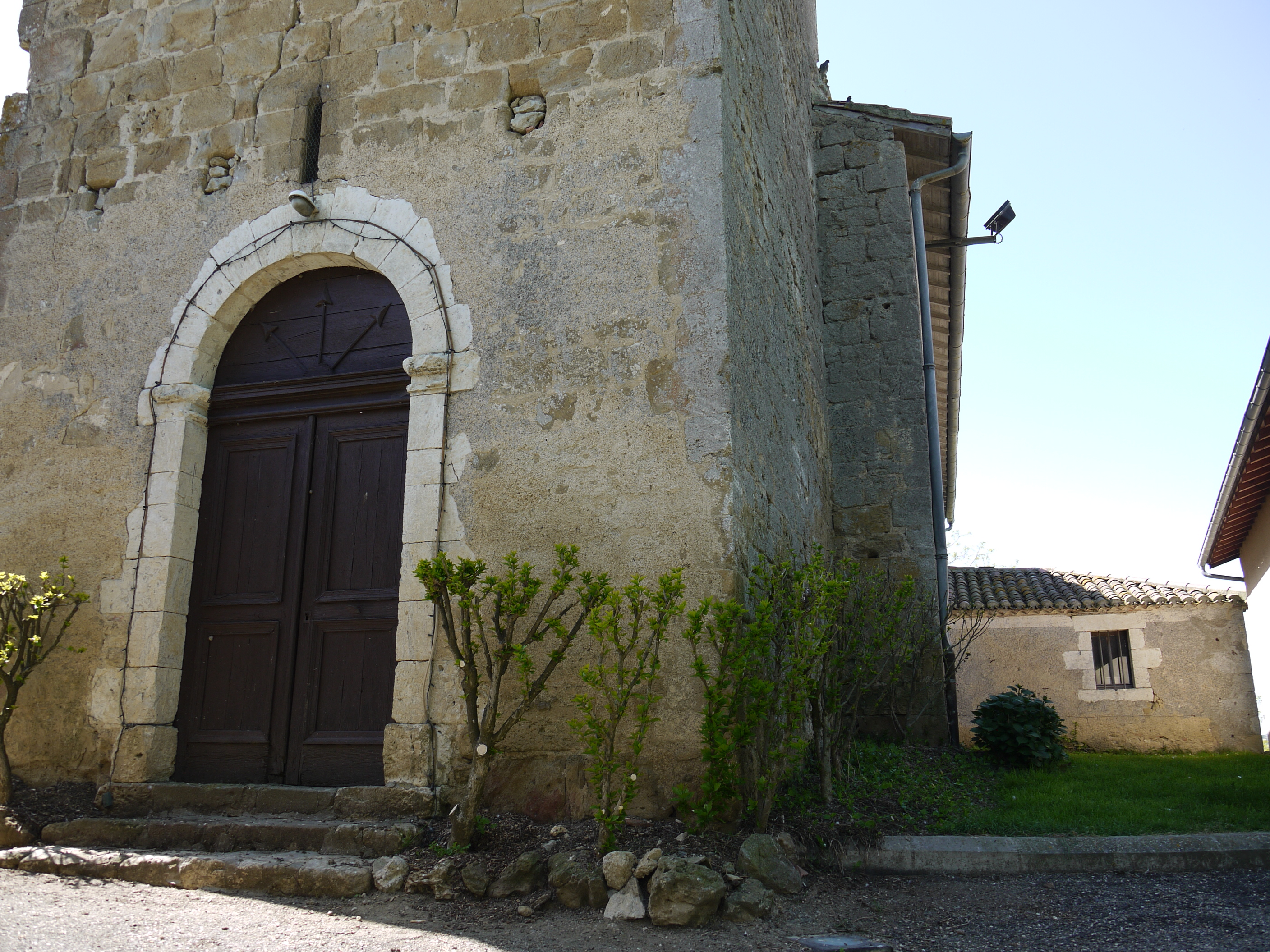
La base du clocher.
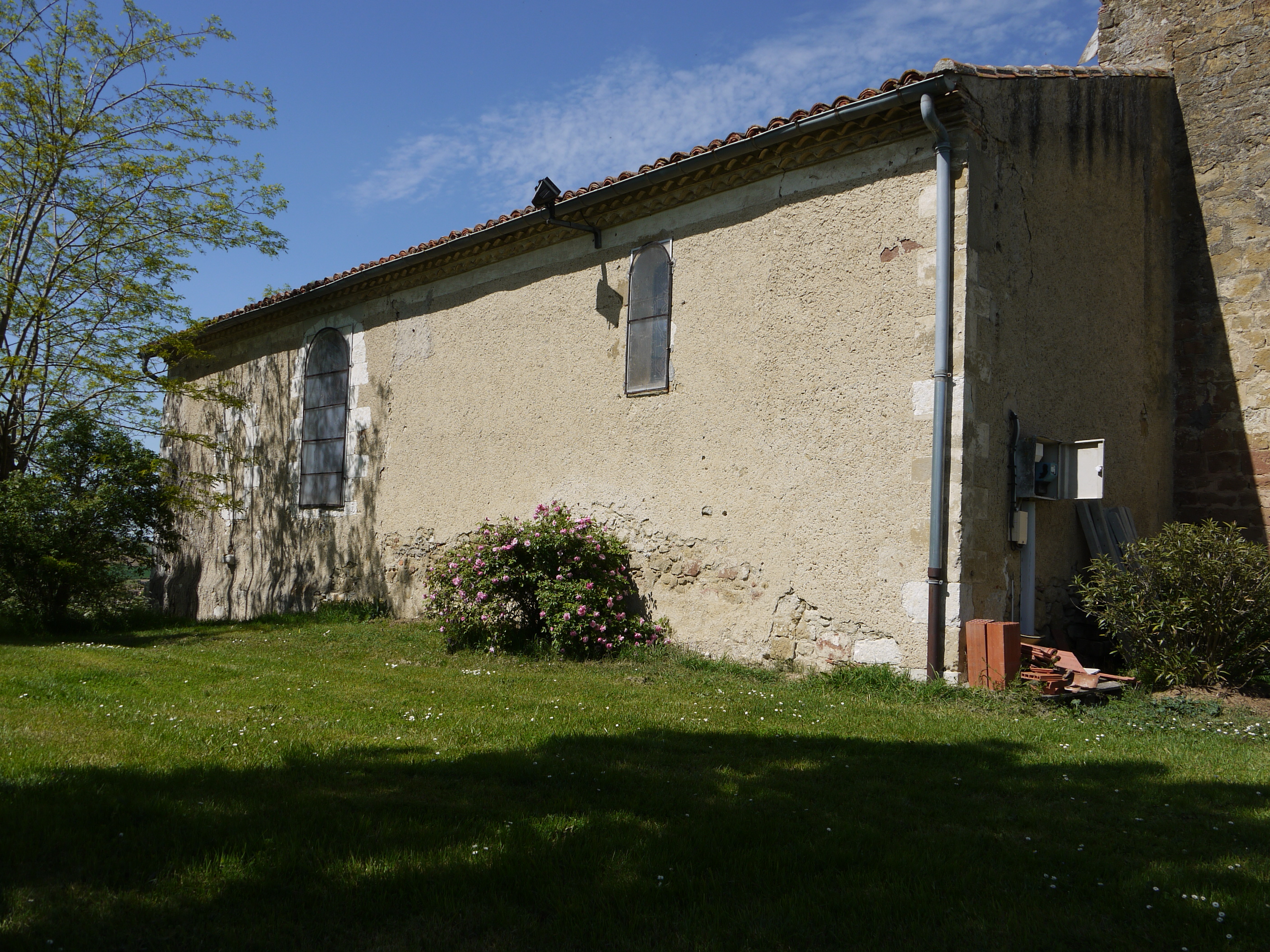
L'aile sud.
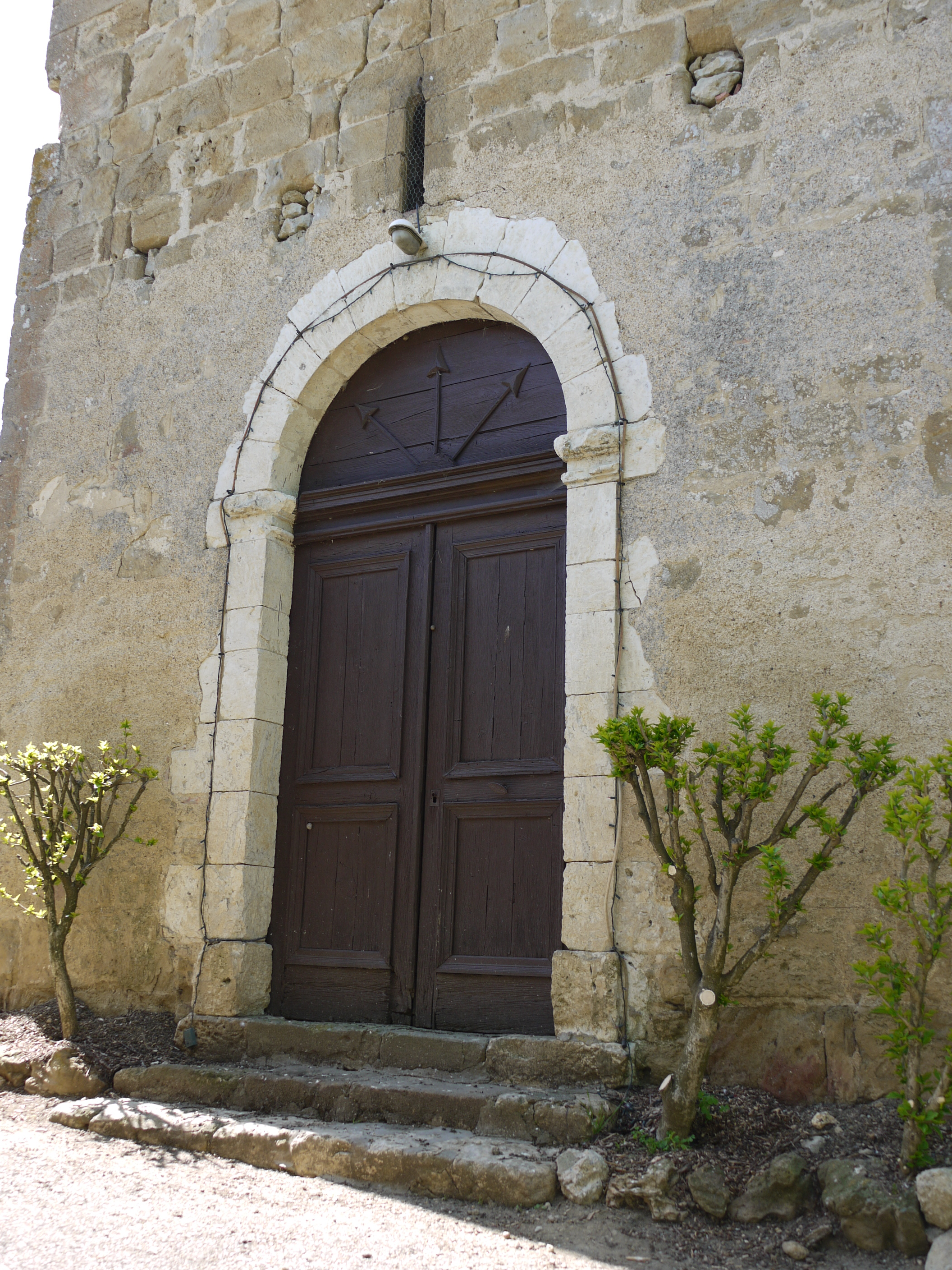
Le portail.
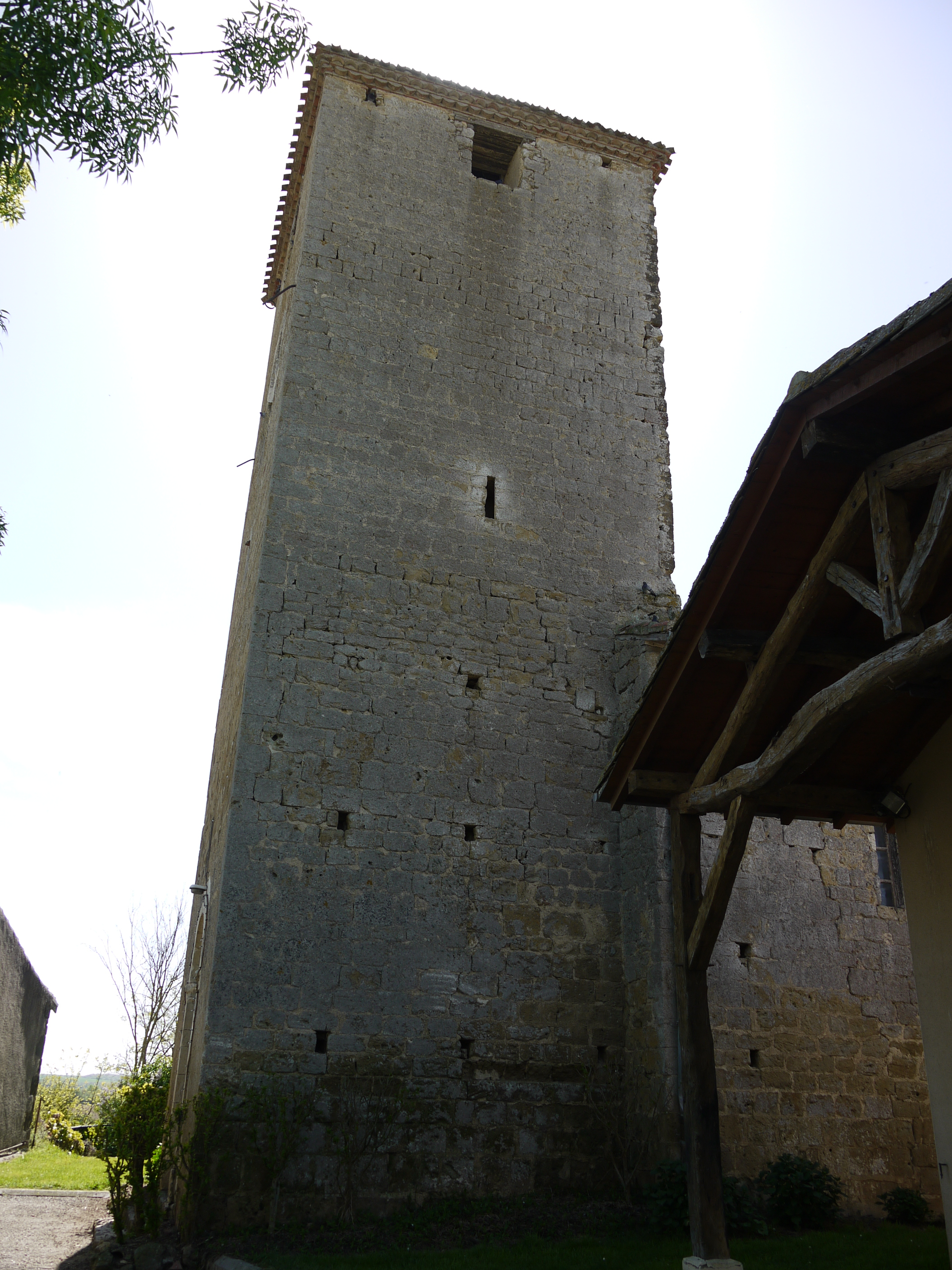
Le côté nord du clocher.
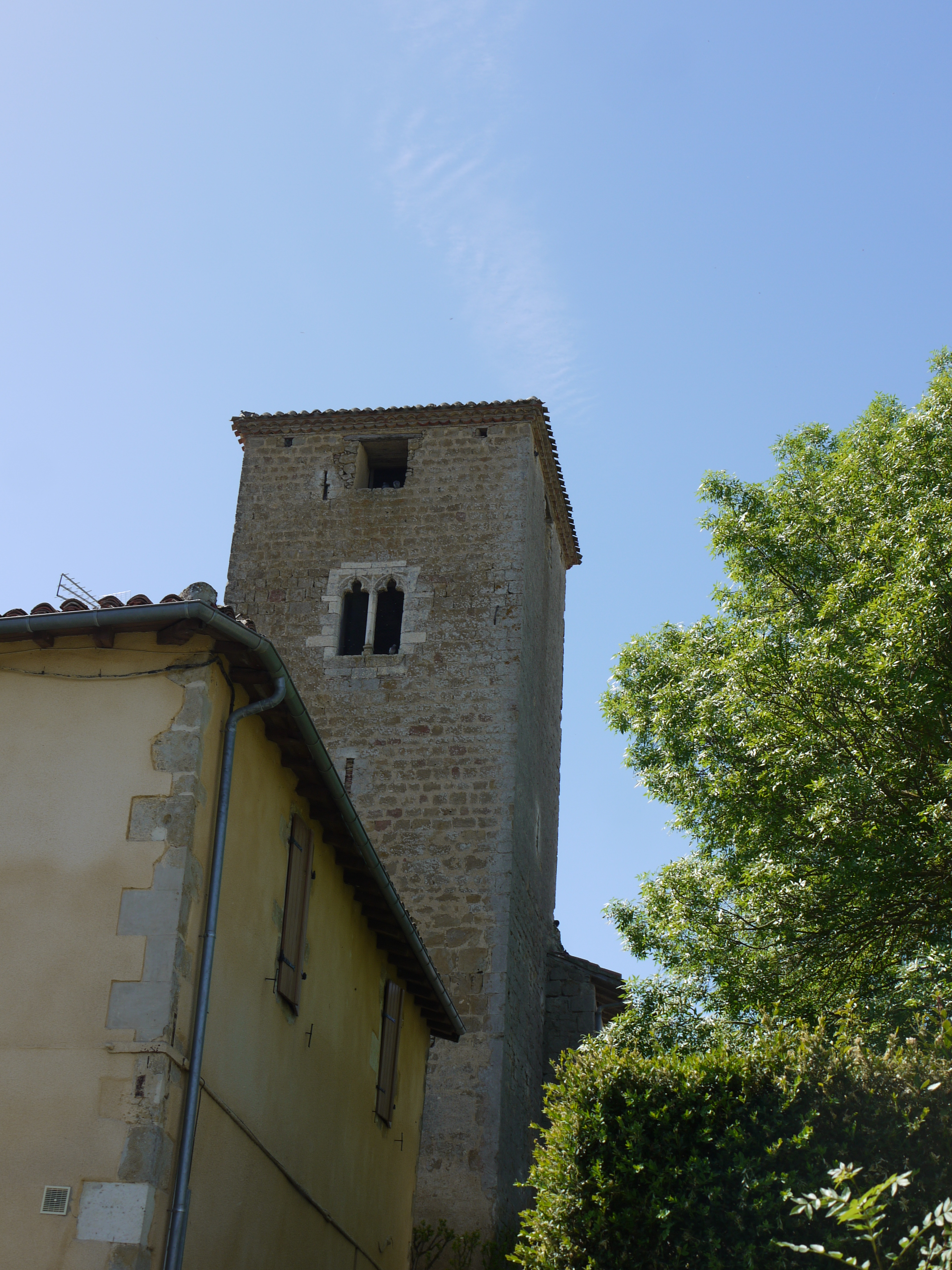
Le côté est du clocher.